# Joppa variabilis
Joppa variabilis là một loài tò vò trong họ Ichneumonidae.